# Justiție (Caragiale)
Justiție este o operă literară scrisă de Ion Luca Caragiale.